# Hidaka, Saitama
Hidaka (japanska: 日高市?, Hidaka-shi) är en stad i Saitama prefektur i Japan. Staden fick stadsrättigheter 1991.